# Heidrun Jänchen
Heidrun Jänchen (* 10. Oktober 1965 in Burgstädt) ist eine deutsche Schriftstellerin von Science-Fiction und Fantasy. Ihr Roman Simon Goldsteins Geburtstagsparty wurde für den Deutschen Science Fiction Preis und den Kurd-Laßwitz-Preis nominiert. Den Kurd-Laßwitz-Preis erhielt sie 2009 für ihre Kurzgeschichte Ein Geschäft wie jedes andere. 2012 erhielt sie den Deutschen Science Fiction Preis für ihre Kurzgeschichte In der Freihandelszone.

## Leben und Wirken
Heidrun Jänchen wuchs in Mohsdorf auf. Sie ging in Mohsdorf, Burgstädt und Rochlitz zur Schule und legte 1984 das Abitur ab. Anschließend studierte sie von 1984 bis 1989 an der  Friedrich-Schiller-Universität Jena Physik. Nach der deutschen Wiedervereinigung absolvierte Heidrun Jänchen eine Weiterbildung zum Technischen Redakteur. Von 1992 bis 1997 arbeitete sie im Rahmen ihrer Promotion am Fraunhofer-Institut für Angewandte Optik und Feinmechanik in Jena. 1997 wurde Heidrun Jänchen mit der Arbeit Herstellung und Charakterisierung optisch anisotroper Hafniumoxid- und Zirkonoxid-Schichten promoviert. Derzeit arbeitet sie in der optischen Industrie als Geräteentwicklerin. Von 2014 bis 2019 saß sie für die Piratenpartei im Stadtrat Jenas. Zudem kandidierte sie im Jahr 2018 für die Oberbürgermeisterwahl in Jena. Bei der Landtagswahl in Thüringen 2024 war sie Spitzenkandidatin der Piratenpartei.
Seit ihrer Kindheit schreibt Jänchen Prosa und Lyrik. Sie nahm mehrfach am Poetenseminar in Schwerin teil. Nach einem Gewinn der Storyolympiade 2002 erschien ihr Debütroman Der eiserne Thron (2003), den sie gemeinsam mit Andrea Tillmanns und Christian Savoy verfasste. Es folgten ein Drehbuch für die ZDF-Serie Wilsberg, ihr eigener Fantasyroman Nach Norden! (2006) und schließlich ihr Science-Fiction-Debüt Simon Goldsteins Geburtstagsparty (2008). Seit 2003 gibt sie im Wurdack-Verlag gemeinsam mit Armin Rößler und Dieter Schmitt die SF-Reihe heraus, in der auch immer wieder eigene Kurzgeschichten und Erzählungen von ihr erscheinen.

## Werke

### Romane
- Der eiserne Thron (mit Andrea Tillmanns und Christian Savoy), Nittendorf, Story-Olympiade, 2003, ISSN 1612-0566, Bd. 1
- Nach Norden!, Nittendorf, Wurdack-Verlag, 2006, ISBN 3-938065-09-5
- Simon Goldsteins Geburtstagsparty, Nittendorf, Wurdack-Verlag, 2008. ISBN 3-938065-33-8

### Kurzgeschichten-Sammlung
- Willkommen auf Aurora, Nittendorf, Wurdack-Verlag, 2012. ISBN 978-3-938065-80-8

### Kurzgeschichten und Erzählungen (Auswahl)
- Vor dem Sturm in Deus ex Machina (Story-Olympiade, ISSN 1618-9647 Bd. 10), nominiert für den Deutschen Science-Fiction-Preis 2003
- Fallstudie: Terroristin Jenny S. in Überschuß (Wurdack-Verlag 2005, ISBN 3-938065-08-7), nominiert für den Kurd-Laßwitz-Preis 2006
- Das Projekt Moa in Tabula rasa (Wurdack-Verlag 2006, ISBN 3-938065-18-4), nominiert für den Kurd-Laßwitz-Preis 2007
- 95 Prozent in Lazarus (Wurdack-Verlag 2007, ISBN 3-938065-21-4), nominiert für den Deutschen Science Fiction Preis 2008 und den Kurd Laßwitz Preis 2008
- Regenbogengrün in Der Moloch (VISIONEN 4, Shayol 2007, ISBN 978-3-926126-74-0), nominiert für den Deutschen Science Fiction Preis 2008
- Slomo in Das Mirakel (edfc 2007, ISBN 978-3-932621-99-4), nominiert für den Deutschen Science Fiction Preis 2008
- Ein Geschäft wie jedes andere in Lotus-Effekt (Wurdack-Verlag 2008, ISBN 3-938065-32-X), ausgezeichnet mit dem Kurd-Laßwitz-Preis 2009
- Kamele, Kuckucksuhren und Bienen in Die Audienz (Wurdack-Verlag 2010, ISBN 978-3-938065-62-4)
- In der Freihandelszone in Emotio (Wurdack-Verlag 2011, ISBN 978-3-938065-75-4), ausgezeichnet mit dem Deutschen Science Fiction Preis 2012

### Drehbücher
- Wilsberg: Letzter Ausweg Mord (Erstausstrahlung am 18. Oktober 2003 im ZDF), gemeinsam mit Oliver Groß, Joachim Schlag, Marion Schlepp, Gerd Zipper und Ulla Buthe

### Als Herausgeber mit Armin Rößler
- Tabula Rasa. Wurdack-Verlag 2006, ISBN 3-938065-18-4.
- S.F.X, Wurdack-Verlag 2007, ISBN 3-938065-29-X.
- Lazarus, Wurdack-Verlag 2007,  ISBN 3-938065-21-4.
- Lotus-Effekt, Wurdack-Verlag 2008, ISBN 3-938065-32-X.
- Molekularmusik, Wurdack-Verlag 2009, ISBN 978-3-938065-47-1.
- Die Audienz, Wurdack-Verlag 2010, ISBN 978-3-938065-62-4.
- Emotio, Wurdack-Verlag 2011, ISBN 978-3-938065-75-4.